# عبد الله يوسف (لاعب كرة قدم إماراتي)
عبد الله يوسف عبد الله الرئيسي (مواليد 19 أبريل 1994، لاعب كرة قدم إماراتي يجيد اللعب كحارس مرمى يلعب مع نادي العروبة الإماراتي.

## مسيرة اللاعب
لعب مع نادي الشارقة ونادي خورفكان ونادي البطائح ونادي العروبة.

## روابط خارجية
- عبد الله يوسف عبد الله على موقع Soccerway.com (الإنجليزية)